# ميينجو
بلدية ميينجو (بالإسبانية: Miengo)‏، هي إحدى بلديات منطقة كانتابريا, المصنفة على أنها مقاطعة أيضاً، في شمال إسبانيا.
يبلغ عدد سكانها 3.762 نسمة وفقاً لإحصائية سنة (2002).